# Desporto sangrento

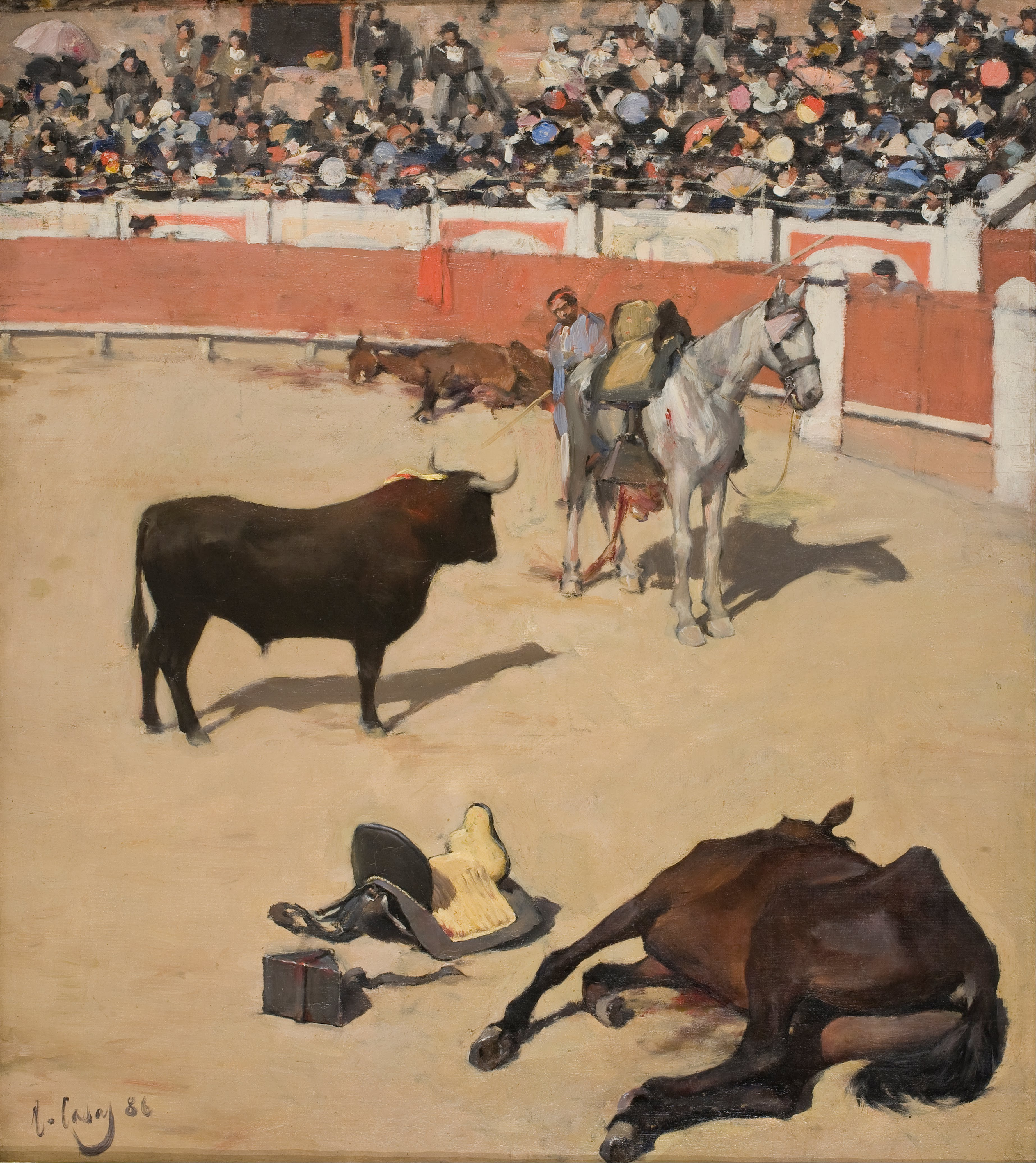
"Touros (cavalos mortos)": pintura de 1886 de Ramon Casas i Carbó retratando uma tourada

Desporto sangrento (português europeu) ou esporte sangrento (português brasileiro) é um termo usado para descrever um desporto ou entretenimento que implica derramamento de sangue. O termo pode abranger desportos em que ocorram violência contra animais, como aqueles que envolvem perseguição (a raposas ou lebres, por exemplo), ou de combate (como lutas de cães ou de galos), entre outras atividades. Atividades caracterizadas como desportos sangrentos, mas envolvendo apenas participantes humanos, incluem os jogos de gladiadores da Roma Antiga. Tais atividades envolvem derramamento de sangue, resultando por vezes na morte de seres vivos. 

## Lista de desportos sangrentos
Violência humano-humano
- Esgrima (quando praticada sem regras)
- Pigmaquia
- Boxe (quando praticado sem regras)
- Artes marciais mistas (quando praticado sem regras)
- Espetáculos de gladiadores
- Lethwei (quando praticado sem regras)
- Muay Boran (quando praticado sem regras)
- Muay Thai (quando praticado sem regras)
- Pankration (quando praticado sem regras)
- Wrestling (quando praticado sem regras)

Violência homem-animal
- Tourada
- Farra do boi
- Arremesso de raposa
- Caça à raposa
- Veação

Violência animal-animal
- Bull-baiting
- Rat-baiting
- Bear-baiting
- Badger-baiting
- Luta de cães
- Luta de galos